# Alana Castrique
Alana Castrique (Roeselare,8 mei 1999) is een Belgische wielrenster die anno 2025 rijdt voor AG Insurance-Soudal.

## Carrière
Van 2018 tot en met 2021 reed Castrique voor de Belgische wielerploeg Lotto Soudal Ladies. Ze won het Belgisch kampioenschap tijdrijden voor beloften in 2019 en toonde zich in 2021 de snelste van het achtervolgende peloton op het BK in 2021. Hierdoor veroverde ze de bronzen medaille en de beloftetitel.
In 2022 ging ze voor Cofidis rijden. Vroeg in het voorjaar liep ze een hersenschudding en gebroken ribben op, bij een val in Omloop Het Nieuwsblad. Later dat jaar viel ze tijdens de eerste rit van de Ronde van Frankrijk en werd ze met kwetsuren aan bekken en gebroken stuitbeen per ambulance naar België gebracht. In 2024 kreeg ze weer wat glans terug dankzij het winnen van het Belgisch kampioenschap gravel. Na drie jaar bij Cofidis stapte Castrique voor 2025 over naar AG Insurance-Soudal.
Alana Castrique is de jongere zus van voormalige wielrenner Jonas Castrique.

## Overwinningen
2019
 Belgisch kampioenschap tijdrijden, beloften
2021
 Belgisch kampioenschap wegrit, beloften
 Belgisch kampioenschap wegrit, elite
2024
 Europees kampioenschap gemengde ploegentijdrit, elite
 Belgisch kampioenschap gravel, elite

## Resultaten in voornaamste wedstrijden
|      | \| Jaar \| Gent-Wevelgem \| Parijs-Roubaix \| Amstel Gold Race \| \| ---- \| ------------- \| -------------- \| ---------------- \| \| 2019 \| opgave \| \| \| \| 2020 \| \| \| \| \| 2021 \| opgave \| buit.tijd \| opgave \| \| 2022 \| opgave \| 20e \| \| \| 2023 \| 31e \| 85e \| \| \| 2024 \| opgave \| 95e \| \| \| 2025 \| 103e \| \| \| |                |                  |
| Jaar | Gent-Wevelgem | Parijs-Roubaix | Amstel Gold Race |
| 2019 | opgave |                |                  |
| 2020 | |                |                  |
| 2021 | opgave | buit.tijd      | opgave           |
| 2022 | opgave | 20e            |                  |
| 2023 | 31e | 85e            |                  |
| 2024 | opgave | 95e            |                  |
| 2025 | 103e |                |                  |

## Ploegen
- 2018 –  Lotto Soudal Ladies
- 2019 –  Lotto Soudal Ladies
- 2020 –  Lotto Soudal Ladies
- 2021 –  Lotto Soudal Ladies
- 2022 –  Cofidis
- 2023 –  Cofidis
- 2024 –  Cofidis tot 16 oktober [5]
- 2025 –  AG Insurance-Soudal

Beckers · Castrique · Demey · Dom · Dréville · Van ’t Geloof · Hoffmann · De Jong · Kopecky · Moonen · Van de Velde · Van den Steen · Vanhoutte
Braam · Castrique · Christmas · Dessart · Dom · Hoffmann · De Jong · Kopecky · Moonen · Nguyễn · Van de Velde · Van den Steen · Vanhoutte
Beekhuis · Braam · Castrique · Christmas · Dom · Fidanza · Kopecky · Meertens · Nguyễn · Parkinson · Siggaard · Van de Velde · Vandenbulcke
Braam · Castrique · Meertens · Nilsson · Parkinson · Plichta · Siggaard · Smulders · Vandenbulcke · Vander Sande
Bastiaenssen · Benito · Bentveld · Borgström · Bossuyt (vanaf 14/6) · Castrique · De Schepper · Ghekiere · Gigante · Goossens · Le Court · Louw · Manly · Masetti · Moolman · Pluimers · Steigenga · Van de Velde · Verhulst-Wild · Žigart